# Timothy Patrick Murphy
Timothy Patrick Murphy (ur. 3 listopada 1959 w Hartford, zm. 6 grudnia 1988 w Sherman Oaks) – amerykański aktor. Odtwórca roli Mickeya Trottera w operze mydlanej CBS Dallas (1982–1983).

## Życiorys

### Wczesne lata
Urodził się w Hartford w Connecticut jako syn Dolores Barbary Murphy i Thomasa Josepha Murphy’ego.

### Kariera
Murphy rozpoczął karierę aktorską jako nastolatek w kilku reklamach telewizyjnych, a potem zaczął występować na małym ekranie w roli Michaela Burcha w serialu CBS W pogoni za papierkiem (The Paper Chase, 1978) z Johnem Housemanem i jako Christian Zendt w miniserialu NBC Stulecie (Centennial, 1978) na podstawie powieści Jamesa Michenera. Od 24 stycznia 1980 do 2 marca 1981 grał postać Spencera Langleya w operze mydlanej NBC Search for Tomorrow.
Za gościnny występ w sitcomie Aaron Spelling Productions / ABC Statek miłości (The Love Boat) w 1984 został uhonorowany Young Artist Award w kategorii najlepszy młody aktor, gość w serialu telewizyjnym. W dramacie biograficznym Syn Sama (Sam’s Son, 1984) o dorastaniu, napisany i wyreżyserowany przez Michaela Landona, luźno oparty na jego wczesnym życiu, a także jedyny film fabularny nakręcony przez niego, zagrał postać Gene’a Orowitza (młodego Landona). Od 22 października 1982 do 18 listopada 1983 występował w roli Mickeya Trottera, krnąbrnego kuzyna Raya Krebbsa, w 29 odcinkach w piątym i szóstym sezonie opery mydlanej CBS Dallas.

## Życie prywatne
Murphy był gejem i w latach 1985–1988 był w związku z aktorem Markiem Pattonem. 
Jego młodszy brat, aktor Patrick Sean Murphy (ur. 29 stycznia 1965), zginął w Północnej Wieży World Trade Center podczas ataków z 11 września 2001 w wieku 36 lat.

### Śmierć
Zmarł 6 grudnia 1988 na AIDS w Sherman Oaks w Kalifornii w wieku 29 lat i został pochowany w Forest Lawn Memorial Park na cmentarzu Hollywood Hills w Los Angeles. Twierdził, że zaraził się wirusem HIV od biseksualnego aktora Brada Davisa, który cierpiał na AIDS i popełnił wspomagane samobójstwo w 1991, z którym miał romans.

## Filmografia
- 1979: Statek miłości jako Terry Gibson
- 1980–81: Search for Tomorrow jako Spencer Langley
- 1982–83: Dallas jako Mickey Trotter
- 1983: Statek miłości jako Kent Holden / David
- 1985: Statek miłości jako Curtis Williams
- 1986: Detektyw Hunter jako Jeffery Wyatt